# HD 96167 b
HD 96167 b es un planeta extrasolar localizado aproximadamente a 274 años luz de distancia, en la constelación de Crater, orbitando la estrella subgigante de tipo G HD 96167. Es un gigante gaseoso que orbita a 1,3 ua de su estrella y con una órbita muy elíptica. Fue descubierto el 17 de abril de 2009.